# Guillaume de Saluste du Bartas
Pour les articles homonymes, voir Salluste (homonymie), Du Bartas (homonymie) et Bartas.
Guillaume de Saluste du Bartas (Guilhem Sallusti deu Bartàs), ou plus simplement Guillaume du Bartas, né en 1544 à Monfort et mort le 28 août 1590 à Mauvezin, est un écrivain et poète français qui fut très en faveur auprès des lecteurs jusqu'au XVIIe siècle. Il est à noter qu'il écrivit en gascon et qu'il est donc également à compter parmi les auteurs de langue d'oc.

## Biographie

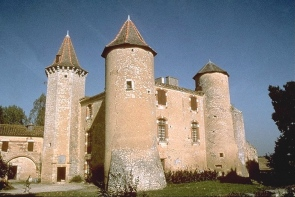
Le château du Bartas, propriété du poète.

### Origines
Son nom, Salustre, évoluera de son vivant et se transformera en Saluste, voire Salluste par analogie avec celui de l’historien latin.
Guillaume est le fils de François de Saluste et de Bertrande de Broqueville. Il nait en 1544 en Armagnac, dans une famille de noblesse récente. Son père, marchand enrichi, est devenu receveur des décimes du diocèse de Lombez. En 1565, celui-ci acquiert la terre du Bartas à Saint-Georges, dont il prendra le nom et le titre de seigneur.
Reçu docteur en droit à Toulouse en 1567, Guillaume suit d'abord une carrière de juriste, qu'il poursuivra en parallèle de ses succès littéraires : devenu en 1581 seigneur et baron de Cologne, en paréage avec le roi, il est également juge de la petite ville, ainsi que dans le village qui l'a vu naître, Monfort.
Il avait épousé en 1570 Catherine de Manas d'Homps, dont il aura quatre filles.
Alors que sa famille est apparemment catholique, il se convertit au calvinisme et embrasse le parti de Jeanne d'Albret et d'Henri de Navarre, le futur Henri IV. Introduit à la cour de Nérac, il demeurera un fidèle de ces souverains. Écuyer tranchant (1576), gentilhomme servant puis gentilhomme ordinaire de la chambre (1585) du roi de Navarre, il sera également chargé de plusieurs missions diplomatiques, notamment au Danemark et, aux côtés d'Henri de Sponde en 1587, auprès de Jacques VI d'Écosse.

### Œuvres poétiques
Après un premier échec aux Jeux floraux de Toulouse en 1564, il remporte la Violette lors de ceux de 1565. Ses premiers essais poétiques ainsi couronnés, il reçoit la commande par la reine de Navarre, Jeanne d'Albret, de son premier grand poème épique, « La Judith », qui ne paraîtra qu’après la mort de la souveraine dans le recueil intitulé « La Muse chrétienne » (1574).

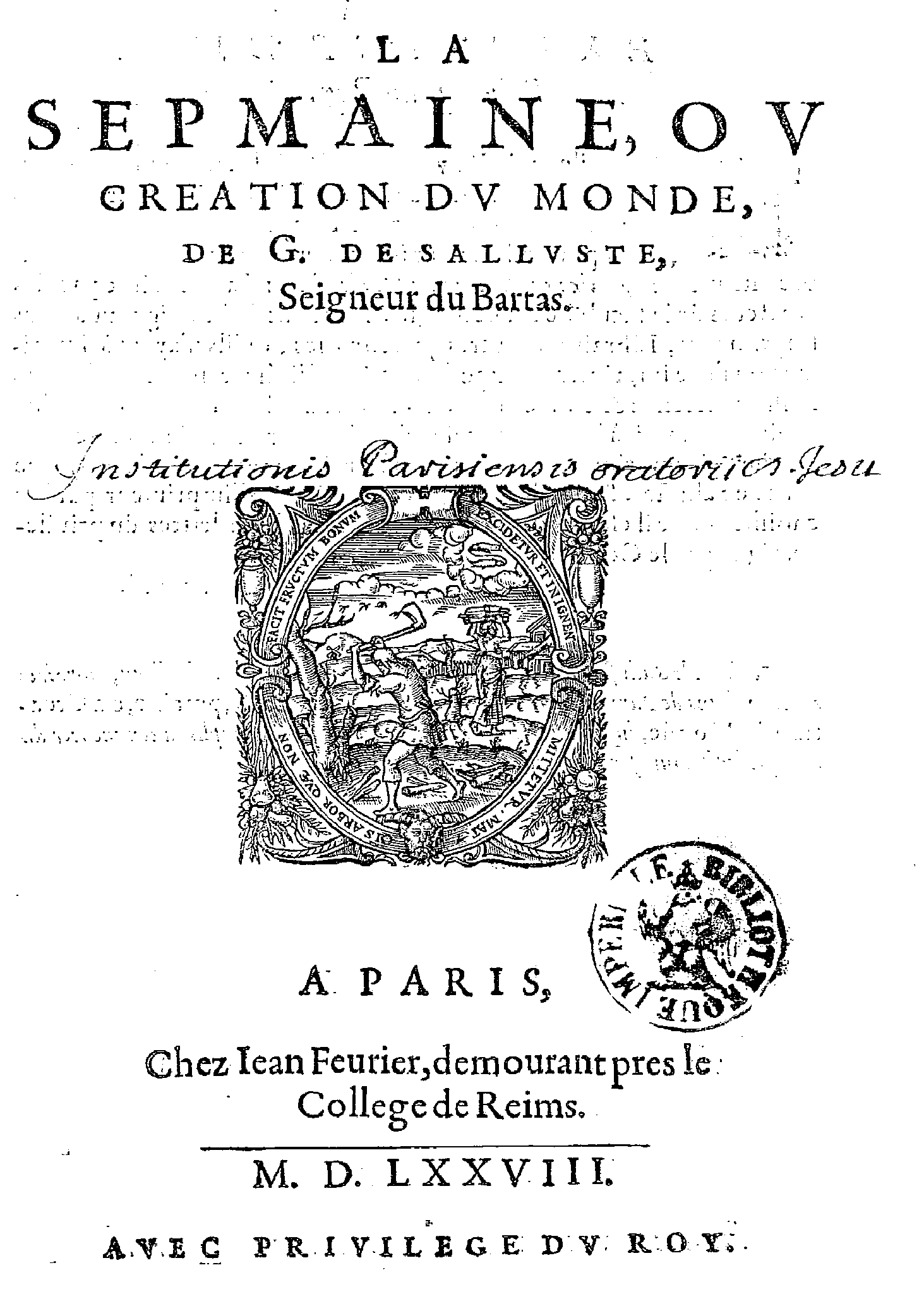
Page de farde de La Semaine de du Bartas, 1578.

Il est surtout connu pour son poème encyclopédique « La Sepmaine (La Semaine) ou la Création du monde» (1578), œuvre inspirée par la Bible. Guillaume du Bartas s'y fait le défenseur des théories géocentriques et de l'astrologie judiciaire. Pour lui, le système de Copernic n'est qu'une chimère. Cette critique se fait au nom de l'encyclopédisme de la Renaissance et de la foi, du Bartas ayant en vue de glorifier Dieu en proposant une lecture poétique du livre du monde.
Cette œuvre fut traduite en plusieurs langues : allemand, anglais, néerlandais, italien, latin, etc. et influença des poètes d’importance, comme John Milton en Angleterre, Joost van den Vondel en Hollande et, semble-t-il, Le Tasse en Italie. Du Bartas eut même une admiratrice en Amérique en la personne d’Anne Bradstreet, et le roi Jacques VI d'Écosse, auprès duquel il sera ambassadeur en 1587, apprécie ses écrits et a traduit un de ses poèmes.
En 1584 sont publiés les deux premiers jours de La Seconde Semaine, œuvre qui restera inachevée (cette « Enfance du Monde » étant le prolongement de la Première Semaine : « Création du Monde »). Le roi de Navarre se rend alors au château du Bartas.
En même temps est publiée à Paris La Semaine, accompagnée d’un copieux commentaire du juriste catholique, protégé du duc de Lorraine, Pantaléon Thévenin. Le pasteur protestant Simon Goulart avait déjà publié un commentaire de l’œuvre (1581, chez Jacques Chouet, à Genève) qui fut souvent réimprimé et augmenté au fil des années. En 1589, Goulart publie un nouveau commentaire  pour La Seconde Semaine.
Il publie en 1590 un poème sur la bataille d'Ivry, dans lequel il évoque le célèbre panache blanc d'Henri IV, et meurt peu après, le 28 août 1590.

## Après sa mort
Après la mort du poète, le roi d’Écosse Jacques VI fait paraître à Édimbourg, en 1591, la traduction d’un de ses poèmes qu’avait faite Du Bartas : La Lépanthe du roi d’Écosse, célébrant la fameuse victoire remportée sur les Turcs en 1571. D’autre part, plusieurs parties inédites de La Seconde Semaine paraissent, à titre posthume, jusqu’en 1603 (sans mener plus loin que le Quatrième Jour).
L'historien Jacques-Auguste de Thou lui consacre une notice dans son histoire universelle et témoigne qu'à son époque, on critiquait déjà le tour gascon des poésies de Bartas, le mettant néanmoins à la seconde place après Ronsard avec lequel il partage bien des idées, mais dont il se différencie par une vision irénique de la poésie.
Le succès de Guillaume du Bartas fut fabuleux pendant une cinquantaine d’années. Il rayonna sur l’Europe : on compte plus d’une centaine d’éditions de ses œuvres, des dizaines de traductions. Sa renommée s’écroula à partir du XVIIIe siècle : son style comme le contenu de son œuvre ne correspondaient plus aux temps nouveaux.

## En gascon
Guillaume du Bartas (en gascon Guilhèm de Sallusti deu Bartàs) étant originaire d'Armagnac, il parlait couramment le gascon et fut primé aux Jeux floraux de Toulouse.
En 1578, à l'occasion de l'arrivée de Marguerite de Valois, reine de Navarre, et de la reine-mère Catherine de Médicis en la ville de Nérac (un des sièges de la cour gasconne d'Henri III de Navarre), Du Bartas composa une entrée allégorique et trilingue où trois muses symbolisant les langues française, latine et gasconne se disputèrent l'honneur d'accueillir ces hôtes ; au terme de cette joute oratoire, c'est bien cette dernière qui l'emporte, car c'est la langue du lieu et une langue plus naturelle. Ce dialogue fut édité plus récemment par le linguiste bigourdan Pierre Bec.

### Extraits du dialogue (mis en graphie "occitane" dite "classique")
Cara't, Ninfa vesia : e tu, Ninfa Romana,

N'anes pas de tos grans mots ma Princessa eishantar :

Non i a tan gran lairon, qu'aqueth que l'aunor pana.

Dessús l'autrú joquèr lo poth non diu cantar [...]

S'en man mons hilhs avèn, lo temps passat, tenguda

La pluma com' lo hèr, jo poirí rampellar.

Mas entre eths dénquia'i Pallas s'es vista muda :

Car eths an mes amat plan hèr que plan parlar. [...]

Tota vòsta beutat, n'es ara que pintrura,

Que manhas, qu'afiquets, que retortilhs, que fard :

E ma beutat n'a punt auta mair que natura :

La natura tostemp es mes bèra que l'art. [...]

Lesheim estar la fòrça : on mes òm s'arrasoa,

Mès òm ved que jo è dret de parlar davant vos.

Jo sonc Ninfa Gascona : era es ara Gascoa :

Son Marit es Gascon e sons subjects Gascons. [...]

Traduction : « Tais-toi, nymphe voisine : et toi, nymphe romaine, ne va pas de tes grands mots ennuyer ma princesse : il n'y a pas plus grand larron que celui qui vole l'honneur. Sur le perchoir d'autrui le poulet ne doit pas chanter [...] Si dans leur main mes fils avaient, par le passé, tenu la plume autant que le fer, je te pourrais faire barrage. Mais ici Pallas est restée muette, car ils ont davantage aimé bien faire que bien parler [...] Toute votre beauté n'est ici que peinture, que manières, atours, tournures et fards : et ma beauté n'a point d'autre mère que la nature ; la nature est toujours plus belle que l'art [...] Laissons faire la force : plus on raisonne et plus on voit que j'ai moi seule le droit de parler plutôt que vous. Je suis nymphe gasconne : car elle est désormais gasconne, son mari est gascon et ses sujets gascons. »

## En français

### Citations
- « Tout art s’apprend par art, la seule poésie est un pur don céleste » (Guillaume du Bartas, L’Uranie)
- « Une maison sans jeunes enfants est comme un jardin sans fleurs » (Guillaume du Bartas, 1588)
- « La sève de la jeunesse est une douce caresse dont la tentation sans cesse me presse. »
- « Les jeux floraux, de ma vie le faite / Ne seraient pas si je devais les refaire. » (Guillaume du Bartas, s'adressant à Saint Amant, à propos de sa victoire aux Jeux Floraux)

### Éloge de la lune (extrait)
« Ô le second honneur des célestes chandelles,
Assuré calendrier des fastes éternelles,
Princesse de la mer, flambeau guide-passant,
Conduit-somme, aime-paix, que dirais-je, ô croissant,
De ton front inconstant, qui fait que je balance
Tantôt ça tantôt là d’une vaine inconstance,
Si par l’œil toutefois l’humain entendement
De corps tant éloigné peut faire jugement,
J’estime que ton corps est rond comme une bale,
Dont la superficie en tous lieux presque égale
Comme un miroir poli, or dessus or dessous,
Rejette la clarté du soleil, ton époux.
Car comme la grandeur du mari rend illustre
La femme de bas lieu, tout de même le lustre
Du chaleureux Titan éclaircit de ses rais
Ton front, qui de soi-même est sombrement épais.
Or cela ne se fait toujours de même sorte,
Ains d’autant que ton char plus vitement t’emporte
Que celui du soleil, diversement tu luis
Selon que plus ou moins ses approches tu fuis.
C’est pourquoi chaque mois, quand une noce heureuse
Rallume dans vos corps une ardeur amoureuse,
Et que, pour t’embrasser, des étoiles le roi
Plein d’un bouillant désir, raye à plomb dessus toi,
Ton demi rond, qui voit des mortels la demeure,
Suivant son naturel, du tout sombre demeure. »
(Guillaume du Bartas, La Première Sepmaine ou Création du monde) (1578)

### Critique de Copernic
« Il se trouve entre nous des esprits frénétiques
Qui se perdent toujours par des sentiers obliques
Et, de monstres forgeurs, ne peuvent point ramer
Sur les paisibles flots d'une commune mer.
Tels sont comme je croy ces ecrivains, qui pensent
Que ce ne sont les cieux, ou les astres qui dancent
A l'entour de la terre, ains que la terre fait
Chaque jour naturel un tour vray'ment parfait :
Que nous semblons ceux-là qui pour courir fortune
Tentent le dos flottant de l'azuré Neptune,
Et de nouveau, cuident voir, quand ils quittent le port,
La nef demeurer ferme, et reculer le bord. »
(Guillaume du Bartas, La Sepmaine ou Creation du monde, 1578, quatrième jour, vers 125 à 136.)
« Armé de ces raisons je combattois en vain
Les subtiles raisons de ce docte Germain,
Qui pour mieux de ces feux sauver les apparances
Assigne, industrieux, à la terre trois dances :
Au centre de ce Tout le clerc Soleil rengeant,
Et Phoebé, l'Eau, la Terre en mesme rond logeant »
(Guillaume du Bartas, La Sepmaine ou Creation du monde, 1578, quatrième jour, vers 155 à 160.)

### Œuvres
- Guillaume de Saluste du Bartas, Cantique de la victoire obtenue par le Roy, le quatorziesme de mars 1590, à Yvry, par G. de Saluste, seigneur du Bartas, Tours, 1590. (lire en ligne)
- Les poètes de la bonne chère, Anthologie de poésie gastronomique de Kilien Stengel, Collection Petite Vermillon Éditions de la Table ronde (groupe Gallimard), 2008.  (ISBN 2-7103-3073-3)
- La Muse chrestienne de G. Salvste Seigneur dv Bartas A Madame Marguerite de France, Roine de Navarre., Bordeaux, Simon Millanges, 1574, 156 p. (lire en ligne).
- La Sepmaine ou Création du monde (1578), éd. Yvonne Bellenger, Paris, STFM, 4e éd. 1994.
- La Seconde Semaine (1584), éd. Y. Bellenger et alii, Paris, STFM, 2 vol., 1991-1992.
- Les Suites de la Seconde Semaine, éd. Y. Bellenger, Paris, STFM, 1994.
- La Judith, éd. André Baïche, Toulouse, Public. de la Fac. des Lettres, 1970.
- La Judit, éd. Steeve Taïlamé, Paris, Classiques Garnier, 2020

### Études
- Du Bartas, poète encyclopédique du XVIe siècle, Colloque de Pau (mars 1986), James Dauphiné, éd., Lyon, La Manufacture, 1988.
- Du Bartas 1590-1990, Mont-de-Marsan, Éditions InterUniversitaires, 1992.
- Dialectique et connaissance dans La Sepmaine de Du Bartas, Discours sur discours infiniment divers, Jan Miernowski, Genève, Droz, 1992.
- Du Bartas et ses divines Semaines, Yvonne Bellenger, Paris, Sedes, 1993.
- La Sepmaine de G. Du Bartas, Cahier textuel, no 13, 1993.
- Du Bartas, Yvonne Bellenger et Jean-Claude Ternaux, Paris-Rome, Memini, collection « Bibliographie des écrivains français », no 12, 1998.
- Du Bartas, L'écuyer à double tranchant, Thomas Pollock et Lechy Elbernon, Paris, NRF, 1984.
- David affronte Goliath. Origine et histoire du Bonimée, C. Cannuyer, C. Hespel, Rénovation du co
- Giles Banderier, « Notes et documents sur Du Bartas (I) », sur ResearchGate, 2002rtège, Ath, 2006.
- Premiers combats pour la langue occitane, Courouau Jean-François, Anglet : Atlantica, 2001.
- Histoire et anthologie de la littérature occitane, Tome II, l'âge du baroque - 1520 -1789, Philippe Gardy, Montpellier : Presse du languedoc, 1997.
- Le Siècle d'or de la Poésie gasconne, Pierre Bec, Paris : Les Belles Lettres, 1997,  (ISBN 2-251-49006-X).
- Poètes du vin, poètes divins, préface de Jean-Robert Pitte, Kilien Stengel, Paris, collection Écriture, Éditions de l'Archipel 2012, 280p.
- Steeve Taïlamé, « La Judit de Du Bartas ou la vérité de la fiction », dans Le Livre de Judith, Acte du colloque, Artois Presses Université, collection Graphè, volume 23, 2013
- Steeve Taïlamé, « Le syncrétisme de Du Bartas », Quêtes littéraires de la Chaire de Littératures Romanes, Institut de Philologie Romane, Université Catholique de Lublin Jean-Paul II, 2016